# Jaciment arqueològic de Montilivi
Montilivi és un jaciment arqueològic del Paleolític inferior que es troba a Girona (Gironès), inclòs a l'Inventari del Patrimoni Arqueològic i Paleontològic de Catalunya.

## Descripció
Corresponent al Paleolític inferior, es troba d'una estació a l'aire lliure situada en el veïnat de Montilivi, al sud de Girona, al costat del congost de riu Onyar

## Descobriment
Descobert per X. Puig l'any 1975.

## Troballes
Concretament un pic de forma trièdrica, molt patinat i erosionat, i un chopper a dues extraccions sobre fragment.